# Marionia arborescens
Marionia arborescens is een slakkensoort uit de familie van de Tritoniidae. De wetenschappelijke naam van de soort is voor het eerst geldig gepubliceerd in 1890 door Bergh.